# Moon Records
Moon Records es un sello discográfico ucraniano fundado en 1997 con sede en Kiev, Ucrania. La discográfica está especializada en música de Ucrania y Rusia y en la actualidad es la mayor distribuidora musical en Ucrania.

## Bandas y artistas
Los siguientes son los artistas que han lanzado álbumes o que están actualmente con Moon Records.
- Dan Balan
- Okean Elzy
- ТІК
- Ani Lorak
- Alena Vinnitskaya
- Svitlana Loboda
- TNMK

- Seryoga
- Skryabin
- Bumboks
- Quest Pistols
- Goryachiy Shokolad
- Druha Rika
- Natalia Mogilevskaja
- Sabina Babayeva
- Gud:mov
- Tajnyj Zagovor
- Skinhate
- Dazzle Dreams